# Tapré-Mossi
Ne doit pas être confondu avec Tapré-Silmi-Mossi.
Tapré-Mossi est une localité située dans le département de Kalsaka de la province du Yatenga dans la région Nord au Burkina Faso.

## Géographie
Tapré-Mossi se trouve à 4 km au nord-ouest du centre de Kalsaka, le chef-lieu du département, et à 30 km au sud de Séguénéga et de la route nationale 15.

## Économie
L'économie de la commune a profité de sa proximité avec la mine d'or de Kalsaka, située au sud du village, ouverte en 2006 et exploitée jusqu'en 2012 par la société Kalsaka Mining SA (une coentreprise dont le capital est à 78 % détenu par la société britannique Cluff Gold et à 12 % par Investissement Moto Agricole Réalisation Burkina, IMAR-B),. Cependant, cette mine s'est ouverte sur les terres cultivables du village diminuant considérablement ses possibilités agricoles jusqu'à les rendre inexploitables en raison de la pollution des sols et de l'eau.

## Santé et éducation
Le centre de soins le plus proche de Tapré-Mossi est le centre de santé et de promotion sociale (CSPS) de Kalsaka tandis que le centre médical avec antenne chirurgicale (CMA) de la province se trouve à Séguénéga.